# الأميرة ماريا يوزفا من ساكسونيا
الأميرة ماريا يوزفا من ساكسونيا (بالألمانية: Maria Josepha von Sachsen )‏ (و. 1867 – 1944 م) هي سياسية، من ألمانيا، ولدت في درسدن، توفيت عن عمر يناهز 77 عاماً.